# Badminton op de Olympische Zomerspelen 1996
Badminton is een van de sporten die beoefend werden tijdens de Olympische Zomerspelen 1996 in Atlanta.
De sport wordt beoefend in vijf disciplines:
mannen enkelspel,
vrouwen enkelspel,
mannen dubbelspel,
vrouwen dubbelspel en
gemengd dubbelspel

## Deelnemende landen
Er namen 37 verschillende landen deel aan het badminton op de olympische zomerspelen van 1996.
| - Australië - Bulgarije - Canada - China - Chinees Taipei - Denemarken - Duitsland - Filipijnen - Finland - Frankrijk | - Groot-Brittannië - Guatemala - Hongarije - Hongkong - IJsland - India - Indonesië - Japan - Maleisië - Mauritius | - Nederland - Nieuw-Zeeland - Nigeria - Oekraïne - Oostenrijk - Peru - Polen - Rusland - Slovenië - Suriname | - Thailand - Trinidad en Tobago - Verenigde Staten - Wit-Rusland - Zuid-Korea - Zweden - Zwitserland |

## Medailles
| Onderdeel          | Goud                       | Goud | Zilver                      | Zilver | Brons                           | Brons |
| ------------------ | -------------------------- | ---- | --------------------------- | ------ | ------------------------------- | ----- |
| Mannen enkelspel   | Poul-Erik Høyer Larsen     | DEN  | Dong Jiong                  | CHN    | Rashid Sidek                    | MAS   |
| Vrouwen enkelspel  | Bang Soo-hyun              | KOR  | Mia Audina                  | INA    | Susi Susanti                    | INA   |
| Mannen dubbelspel  | Ricky Subagja Rexy Mainaky | INA  | Cheah Soon Kit Yap Kim Hock | MAS    | Denny Kantono Antonius Ariantho | INA   |
| Vrouwen dubbelspel | Ge Fei Gu Jun              | CHN  | Gil Young-ah Jang Hye-ock   | KOR    | Qin Yiyuan Tang Yongshu         | CHN   |
| Gemengd dubbelspel | Kim Dong-moon Gil Young-ah | KOR  | Park Yoo-bong Ra Kyung-min  | KOR    | Liu Jianjun Sun Man             | CHN   |

## Medaillespiegel
| Plaats | Land       | NOC    | Goud | Zilver | Brons | Totaal |
| ------ | ---------- | ------ | ---- | ------ | ----- | ------ |
| 1      | Zuid-Korea | KOR    | 2    | 2      | 0     | 4      |
| 2      | China      | CHN    | 1    | 1      | 2     | 4      |
| 2      | Indonesië  | INA    | 1    | 1      | 2     | 4      |
| 4      | Denemarken | DEN    | 1    | 0      | 0     | 1      |
| 5      | Maleisië   | MAS    | 0    | 1      | 1     | 2      |
| Totaal | Totaal     | Totaal | 5    | 5      | 5     | 15     |

München 1972 (demonstratie) · Seoel 1988 (demonstratie) · Barcelona 1992 · Atlanta 1996 · Sydney 2000 · Athene 2004 · Peking 2008 · Londen 2012 · Rio de Janeiro 2016 · Tokio 2020 · Parijs 2024 · Los Angeles 2028 
Medaillewinnaars 
Atletiek · Badminton · Basketbal · Boksen · Boogschieten · Gewichtheffen · Gymnastiek · Handbal · Hockey · Honkbal · Judo · Kanovaren · Moderne vijfkamp · Paardensport · Roeien · Schermen · Schietsport · Schoonspringen · Softbal · Synchroonzwemmen · Tafeltennis · Tennis · Voetbal · Volleybal · Waterpolo · Wielersport · Worstelen · Zeilen · Zwemmen